# Русев (рестлер)
Миросла́в Петров Барня́шев (род. 25 декабря 1985, Пловдив, Болгария) — болгарский рестлер, бывший пауэрлифтер и гребец. В данный момент выступает в WWE на бренде Raw под именем Русев (англ. Rusev). Он также известен тем, что с 2020 по 2025 год выступал в All Elite Wrestling (AEW) под именем Миро (англ. Miro).
В 2010 году Барняшев подписал контракт с WWE и был направлен во Florida Championship Wrestling (FCW), которая в 2012 году была переименована в NXT. Первый болгарин, выступавший в WWE. Он выступал в NXT до 2014 года, когда он и его менеджер Лана были вызваны в основной ростер WWE. Он является трёхкратным чемпионом Соединённых Штатов WWE. В апреле 2020 года он был уволен из WWE, а в сентябре того же года дебютировал в AEW под именем Миро, где выступал до 2025 года.

## Ранняя жизнь и карьера атлета
Барняшев родился 25 декабря 1984 года в городе Пловдив, Болгария. Посещал ДЮСШ, занимаясь пауэрлифтингом и греблей на байдарках.

## Карьера в реслинге

### Ранняя карьера
В середине 2000-x Барняшев эмигрировал из Болгарии в США с намерениями стать рестлером. Первоначально жил в Вирджинии, до переезда в Торранс, Калифорния, где он начал подготовку в качестве рестлера вместе с Дэвидом Хитом и Рикиши в реслинг академии Knokx Pro. Мирослав дебютировал 22 ноября 2008 года под ринговым именем Мирослав Макаров.
В 2010 году боролся в Vendetta Pro Wrestling под именем Мирослав. Пока он боролся в VPW, его валетом был Маркус Мак. Он и несколько других рестлеров из VPW попали в клип к песне The Whole F’n Show (песня известного рестлера Роба Вана Дама).

### WWE

#### Florida Championship Wrestling (2010—2013)
В сентябре 2010 года Барняшев подписал контракт с WWE. Вскоре он появился в Florida Championship Wrestling (FCW) под именем Александр Русев. Первый его бой, передаваемый по телевидению, прошёл 17 июля 2011 года в FCW, где он победил Майка Далтона. Его валетом была Ракель Диас. Однако, спустя некоторое время, Русев покинул FCW из-за травмы передней крестообразной связки и мениска на шесть месяцев.
Русев вернулся в марте 2012 года вместе с валетом Ником Роджерсом. Летом 2012 года Александр пережил перелом шеи, из-за чего у него временно была парализована рука. Во время восстановления он совершил поездку в Таиланд, где обучался тайскому боксу. В августе 2012 года компания WWE переименовала FCW в WWE NXT.

#### Чемпион Соединённых Штатов WWE (2014—2015)
В апреле 2014 Русев начал фьюд с R-Truth и Ксавье Вудсом, которых он победил в матче с гандикапом на Extreme Rules 4 мая 2014 года. Лана посвятила его матч её «герою», президенту России Владимиру Путину, и объявила, что Русев переехал в Россию. В тот момент рестлер сократил своё ринговое имя до простого «Русев». Русев впоследствии стал пророссийским и антиамериканским гиммиком, что приводит его к столкновениям с борцами-патриотами вроде Джима Даггана.
31 октября на шоу SmackDown Русев и Лана объяснили, что их целью будет чемпион США Шеймус. 3 ноября в шоу RAW после основного шоу, которое было доступно для подписчиков WWE Network, Русев сразился с Шеймусом за титул чемпиона США и стал новым чемпионом США. Таким образом Русев получил свой первый титул в компании и стал первым в мире болгарином, получившим его. 10 ноября присоединился к команде руководства для матча на Survivor Series. На Survivor Series Русев вылетел по отсчёту, проломив собой комментаторский стол. На следующем SmackDown! Дэниел Брайан как главный менеджер SmackDown! объявил, что Русев будет защищать своё чемпионский титул США в Королевской битве из 30-и рестлеров, в которой Русев вышел победителем. На PPV Королевская битва (2015) Русев вышел под № 15, но не смог победить, вылетев с ринга последним. На шоу после Королевской битвы Рене Янг брала интервью у Джона Сины, но неожиданно того прервал Русев. После чего между ними чуть ли не началась драка. На следующем RAW был назначен матч на PPV Fastlane между ними. На WWE Fastlane (2015) Русев победил Джона Сину после Акколады. Впервые за 10 лет Сина проиграл матч после болевого захвата. На WrestleMania 31 Русев проиграл титул Джону Сине. На Extreme Rules (2015) состоится матч-реванш между Джоном Синой и Русевым в матче со стальной русской цепью. Матч кончился поражением Русева из-за ряда многих технических ошибок. Лана обратилась в руководство за 4 матчем с Джоном Синой типа «Я сдаюсь». В матче «Я сдаюсь» победу так же одержал Джон Сина. На первом Raw после Payback Русев требовал ещё матч прямо сейчас, так как не он заявил о сдаче, а Лана. Ответа не было, но вместо этого вышла Лана, и Русев, злясь на неё, прогнал её, объявив себя снова болгарином.

#### Любовный треугольник (фьюд с Дольфом Зигглером) (2015)
На RAW от 12 апреля Лана вышла на матч с Дольфом Зигглером и, стесняясь, зашла на ринг и поцеловала Зигглера, тут же на ринг выбежал разъярённый Русев и попытался заговорить с Ланой, но та дала ему пощёчину. На RAW от 19 апреля Русев вызвал Лану на ринг, и та вышла. Русев хотел извиниться, но Лана ему отказала. На RAW от 26 апреля Русев вышел после матча с Дольфом Зигглером и атаковал его. На Elimination Chamber (2015) в матче против Райбека он получил травму лодыжки и должен был ходить на костылях. На RAW от 3 июня Русев вышел на матч Дольфа Зигглера против Шеймуса и опять пытался договориться с Ланой, но та опять ему отказала. На RAW от 17 июня Русев опять увидел, что Лана целует Зигглера и от ярости свалился с костылей, но тут к нему подошла Саммер Рэй и помогла ему встать. На SmackDown от 25 июня Саммер Рэй опять подошла к Русеву со словами «Лана того не стоит». На RAW от 31 июня Лана зачитала промо насчёт её и Зигглера, но на ринг вышел Русев с Саммер Рэй и сказал, что он не любил Лану всё это время, а потом Саммер Рей дала Лане пощёчину и те сцепились, но их растащили бойфренды. На RAW от 6 июля Русев опять вышел на ринг (вместе с Саммер Рэй) и сломал Зигглеру шею костылём. На SmackDown от 14 июля Русев победил Фанданго. На RAW от 20 июля Русев проиграл Джону Сине, Сезаро и Рэнди Ортону после предательства Шеймуса и Кевина Оуэнса. На SmackDown от 13 августа Русев проиграл Роману Рейнсу. На RAW от 19 августа Русев победил Марка Генри. После матча на ринг вышла Лана, атаковала Саммер Рэй и позвала на ринг Русева, и тут на ринг выбежал Дольф Зигглер и атаковал Русева. На SummerSlam (2015) матч между Русевым и Дольфом Зигглером закончился двойной дисквалификацией. На Night of Champions (2015) Дольф Зигглер победил Русева. 11 октября 2015 журнал TMZ объявил, что Русев сделал Лане предложение (и она согласилась). Тем самым фьюд окончился.

#### The League of Nations (2015—2016)
С 30 ноября 2015 года Русев состоял в группировке неамериканских рестлеров «Лига Нации», которую возглавлял Шеймус. На TLC 2015 победил Райбека. На Royal Rumble (2016) был выбит первым в королевской битве, но позже вместе с Лигой Наций отомстил Роману Рейнсу. 27 апреля группировка была распущена.

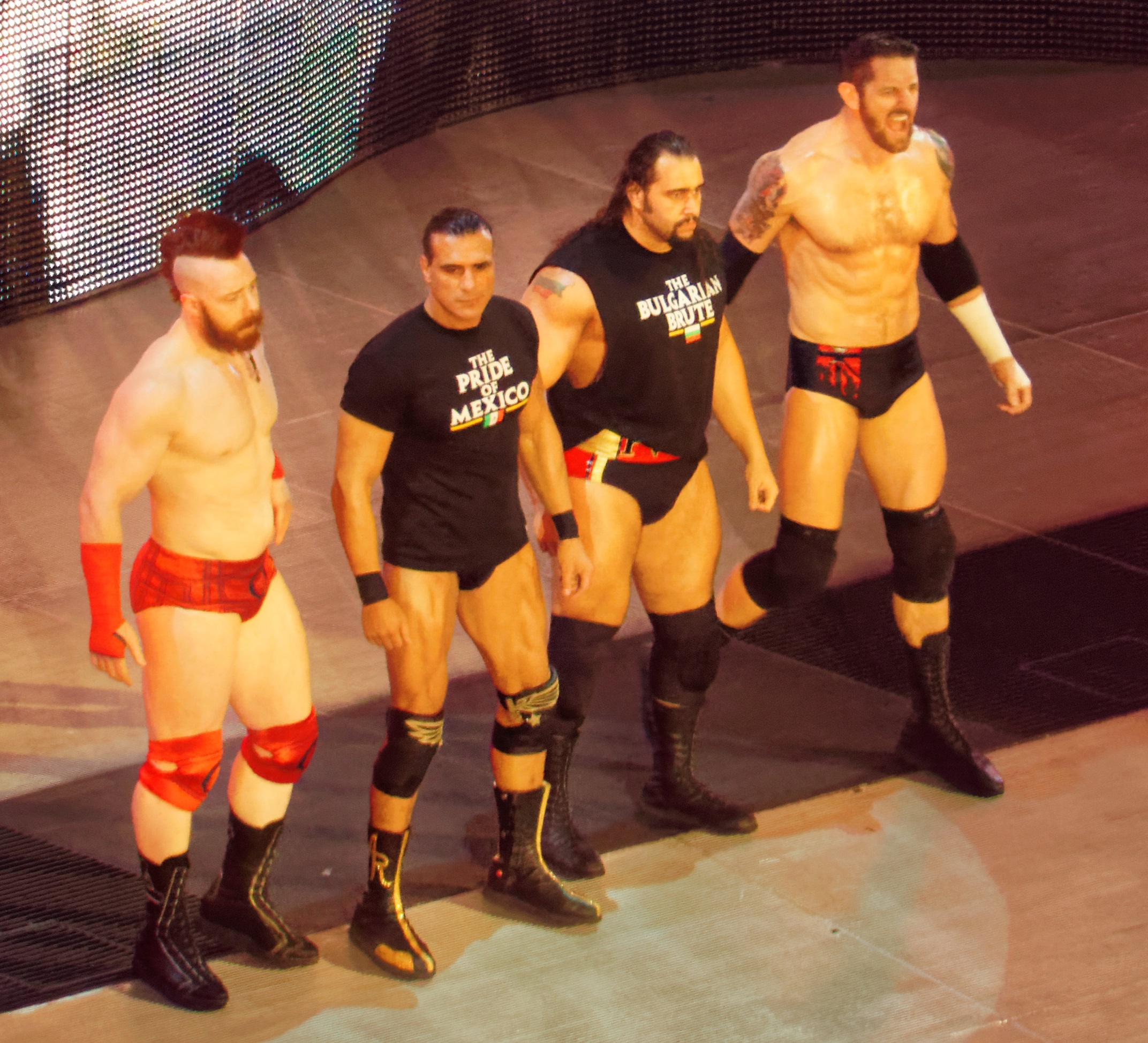
Лига Нации в апреле 2016. Слева направо: Шеймус, Альберто Дель Рио, Русев, Уэйд Барретт

#### Чемпион Соединённых Штатов WWE (2016)
На RAW от 2 мая выиграл батл роял выбросив последним Зака Райдера и стал первым претендентом на титул Чемпиона США, которым владел Калисто. На Extreme Rules имел матч с Калисто за титул чемпиона США. В этом матче Русев выиграл титул чемпиона. После этого Калисто получил матч реванш за титул чемпиона США. На SmackDown Русев защитил титул чемпиона США от Калисто. 30 мая на шоу RAW Русев победил Зака Райдера. 2 июня Русев победил Джека Свагера и после матча атаковал его. Но на помощь выбежал Тайтус О'Нил. На следующем RAW Русев победил Джека Свагера по отсчёту. На мейн-эвенте Русев победил Син Кару. 16 июня на SmackDown! Русев победил Калисто. На PPV Деньги в Банке 2016 Русев победил Тайтуса Онила и защитил титул чемпиона США. На следующем RAW, Тайтус Онил подрался с Русевым. В день Америки на RAW Русев защитил титул чемпиона США от Тайтуса. Потом был назначен матч на BattleGround 2016 за чемпионство США между Русевым и Заком Райдером. На драфте Русева выбрали на красный бренд. На самом BattleGround Русев отстоял титул чемпиона США. После матча он напал на Зака, но на помощь прибежал Моджо Роули и Русев ушёл с ринга.
На следующем RAW ввели новый главный титул красного бренда. Русев участвовал в четырёхстороннем матче за претенденство. Его соперниками были Сезаро, Финн Балор и Кевин Оуэнс. Финн Балор удержал Русева и победил. На RAW от 1 августа был атакован Романом Рейнсом. На следующем RAW прошла церемония свадьбы Русева и Ланы, на которой Роман Рейнс во время драки с Русевым толкнул того на Лану, и та угодила лицом в торт. После этого генеральный менеджер RAW Мик Фоли назначил матч между Русевым и Романом Рейнсом за титул Чемпиона США на SummerSlam, однако перед матчем, Рейнс атаковал Русева стулом и Русев был объявлен как не в состоянии начать матч.

#### День Русева и другие сюжеты (2016—2020)
15 апреля 2020 он был освобожден от контракта с WWE в рамках сокращения бюджета в связи с пандемией COVID-19.

### All Elite Wrestling (2020—2025)
Барняшев, теперь известный как Миро, дебютировал в All Elite Wrestling 9 сентября 2020 года в эпизоде Dynamite, став шафером Кипа Сабиана на его предстоящей свадьбе с Пенелопой Форд. 12 мая 2021 года на Dynamite победил Дарби Аллина и стал чемпионом TNT AEW.
В феврале 2025 года сообщалось, что Миро покинул AEW.

### Возвращение в WWE (с 2025)
Барняшев, вернувшись к своему имени Русев, вернулся в WWE 21 апреля 2025 года в эпизоде Raw.

## Личная жизнь
С мая 2014 года был в отношениях с Си Джей Перри, его экранным менеджером Ланой. 11 октября 2015 года он сделал ей предложение. 6 августа 2016 прошла свадьба Барняшева и Перри.
Барняшев стал натурализованным американским гражданином 27 сентября 2019 года.

## В реслинге
- Завершающие приёмы

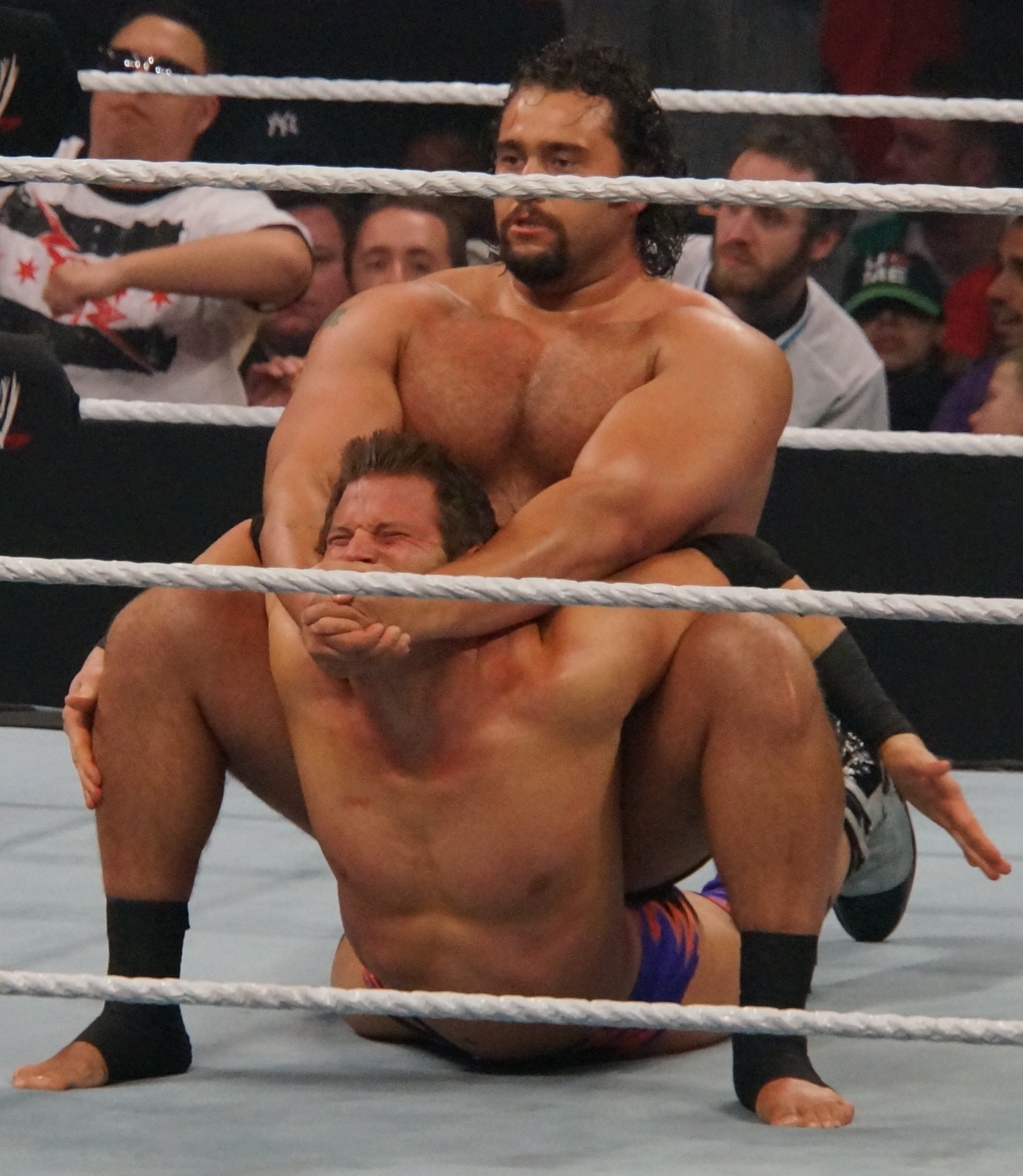
Русев проводит The Accolade Заку Райдеру

  - Game Over (Camel Clutch)— AEW / The Accolade — NXT/WWE[1][29][30][30][31]
  - Bul-Plex[4] (Oklahoma roll transitioned into a release German suplex)[10][11][32] — FCW
- Коронные приёмы
  - Блокировка, в качестве контратаки[33][34][35][36]
  - Боковой удар ногой в прыжке[37][38][39]
  - Вариации ударов коленями[33][35][36][40]
  - Удар ягодицами противника в углу ринга[30][34]
  - Самоанский дроп[35][36][41][42]
  - Удар пяткой с разворота[33][43][44]
- Менеджеры
  - Ракель Диас[11]
  - Лана[45]
  - Сильвестр Лефорт[3][46]
  - Маркус Мак[8]
  - Ник Роджерс[12]
  - Эйден Инглиш
- Музыкальные темы
  - «Мила Родино» от Цветана Радославова[47] (2011 — 29 января 2014)
  - «Рев на лъвът» (рус. Рёв Льва) от CFO$[48][49] (26 января 2014—2020)
- Прозвища
  - The Bashing Bulgarian (рус. Колотящий Болгарин)[2]
  - The Bulgarian Brute (рус. Болгарский Зверь)[50]
  - The Best Man

## Титулы и достижения
- All Elite Wrestling
  - Чемпион TNT AEW (1 раз)
- WWE
  - Чемпион Соединённых Штатов WWE (3 раза)[20]
- Pro Wrestling Illustrated
  - PWI ставит его под № 65 в списке 500 лучших реслеров 2014 года[51]
  - PWI ставит его под № 8 в списке 500 лучших реслеров 2015 года[52]
- Wrestling Observer Newsletter
  - Лучший образ (2014) — с Ланой
  - Самый прибавивший рестлер (2014)
  - Самый недооцененный рестлер (2017)